# Confederación Europea de Voleibol
La Confederación Europea de Voleibol (siglas: CEV) es la organización que se dedica a regular las normas del voleibol en Europa, así como de celebrar periódicamente competiciones y eventos. Es una de las seis organizaciones continentales que conforman la Federación Internacional de Voleibol.
La CEV fue fundada el 21 de octubre de 1963 y tiene su sede actual en la Ciudad de Luxemburgo. Cuenta, en 2021, con la afiliación de 56 federaciones nacionales. El presidente, desde el año 2024, es el croata Roko Sikirić.

## Historia
El primer organismo internacional del gobierno del voleibol fue la Federación Internacional de Voleibol (FIVB), fundada en 1947; 10 de los 14 miembros fundadores eran países europeos (Bélgica, Checoslovaquia, Francia, Italia, Países Bajos, Polonia, Portugal, Rumania, Yugoslavia y Hungría).
Entre 1948 y 1949 se disputaron los primeros  Campeonatos Europeos de la historia: el torneo masculino fue organizado en Roma en 1948 y fue ganado por Checoslovaquia, el torneo femenino en Praga y coronó campeona la selección de la Unión Soviética.
En el año 1960, se disputó la primera edición de la Copa de Campeones entre equipos masculinas y el año siguiente el torneo femenino, ganados respectivamente por el CSKA Moscú y el Dinamo Moscú.
El 21 de octubre de 1963 se formó en Bucuresti la Comisión Europea de los Deportes (European Sports Commision), precursora de la CEV, guiada por el belga Max Wasterline hasta el 1969 cuando fue elegido presidente el ruso Vladimir Savvin. En 1970 fue introducida la fórmula de la final four para determinar el campeón de las copas europeas y en la temporada 1972/1973 fue instituida la Recopa de Europa (actual Copa CEV), tanto el torneo  masculino como el femenino.
Después de haber introducido el voleibol en los  Juegos Olímpicos de Tokío 1964 por primera vez (torneo ganado por la Unión Soviética), en 1972 el congreso de la FIVB decidió que las comisiones deportivas continentales debían ser transformadas en confederaciones continentales.
El 9 de septiembre de 1973 en La Haya fue oficialmente instituida la Confederación Europea de Voleibol (Confédération Européenne de Volleyball) y el italiano Giancarlo Giannozzi fue elegido primer presidente. 
En la temporada 1980/1981 fue organizada la primera edición de la actual Challenge Cup, la tercera competición europea entre clubes por importancia y fue nombrada Copa CEV.
Entre 1987 y 2000 se disputó también la Supercopa de Europa de voleibol masculino mientras que el torneo femenino solo fue organizado en 1993 y 1997; debido a la programación internacionales y a los torneos entre selecciones la Supercopa de Europa fue cancelada definitivamente en 2001.
A partir de la temporada 2000-2001, la Copa de Campeones fue renombrada Liga de Campeones, la Recopa de Europa se convirtió en la Top Teams Cup y la Copa CEV en Challenge Cup; por fin en la temporada 2006/2007 la Top Teams Cup fue nombrada Copa CEV.

## Presidentes
| Presidente           | Años              |
| -------------------- | ----------------- |
| Giancarlo Giannozzi  | 1973 - 1978       |
| Vahit Çolakoğlu      | 1978 (interim)    |
| Georges Boudry       | 1979 -1983        |
| Dusan Prielozny      | 1983 -1987        |
| Piet de Bruin        | 1987 - 1993       |
| Michalis Mastandreas | 1993 - 1995       |
| Rolf Andresen        | 1995 - 2001       |
| André Meyer          | 2001 - 2015       |
| Aleksandar Boricic   | 2015 - 2024       |
| Roko Sikirić         | 2024 - Actualidad |

## Eventos
Entre los eventos competitivos más importantes que la CEV organiza regularmente se encuentran:

### Voleibol
- Campeonato Europeo de Voleibol Masculino
- Campeonato Europeo de Voleibol Femenino
- Liga Europea de Voleibol (masculino y femenino)
- Campeonato Europeo de Voleibol de los Pequeños Estados

Categorías inferiores
- Campeonato Europeo de Voleibol Masculino Sub-16
- Campeonato Europeo de Voleibol Femenino Sub-16
- Campeonato Europeo de Voleibol Masculino Sub-18
- Campeonato Europeo de Voleibol Femenino Sub-18
- Campeonato Europeo de Voleibol Masculino Sub-20
- Campeonato Europeo de Voleibol Femenino Sub-20
- Campeonato Europeo de Voleibol Masculino Sub-22
- Campeonato Europeo de Voleibol Femenino Sub-22

 Competiciones entre clubes deportivos 
- Champions League - masculino y femenino
- Copa CEV - masculino y femenino
- Challenge Cup - masculino y femenino
- Supercopa de Europa (extinta) -  masculino y femenino

### Vóley Playa
- Campeonato Europeo de Vóley Playa

Categorías inferiores
- Campeonato Europeo de Vóley Playa Sub-18
- Campeonato Europeo de Vóley Playa Sub-20
- Campeonato Europeo de Vóley Playa Sub-22

## Estados miembros
En 2021 la CEV cuenta con la afiliación de 56 federaciones nacionales de Europa.
| N.º | País                 | Federación                                      | Página web                                               |
| --- | -------------------- | ----------------------------------------------- | -------------------------------------------------------- |
| 1   | Albania              | Albanian Volleyball Federation                  |                                                          |
| 2   | Alemania             | Deutscher Volleyball-Verband                    |                                                          |
| 3   | Andorra              | Federació Andorrana de Voleibol                 |                                                          |
| 4   | Armenia              | Volleyball Federation of Armenia                |                                                          |
| 5   | Austria              | Österreichischer Volleyballverband              |                                                          |
| 6   | Azerbaiyán           | Azerbaijan Volleyball Federation                |                                                          |
| 7   | Bielorrusia          | Volleyball Federation of Belaruss               |                                                          |
| 8   | Bélgica              | Fédération Royale Belge de Volleyball           | Archivado el 4 de marzo de 2011 en Wayback Machine.      |
| 9   | Bosnia y Herzegovina | Volleyball Federation of Bosnia and Herzegovina |                                                          |
| 10  | Bulgaria             | Bulgarian Volleyball Federation                 |                                                          |
| 11  | Croacia              | Hrvatski odbojkaški savez                       | Archivado el 4 de marzo de 2011 en Wayback Machine.      |
| 12  | Chipre               | Cyprus Volleyball Federation                    |                                                          |
| 13  | Dinamarca            | Dansk Volleyball Forbund                        |                                                          |
| 14  | Escocia              | Scottish Volleyball Association                 |                                                          |
| 15  | Eslovaquia           | Slovenská volejbalová federácia                 |                                                          |
| 16  | Eslovenia            | Odbojkarska zveza Slovenije                     |                                                          |
| 17  | España               | Real Federación Española de Voleibol            |                                                          |
| 18  | Estonia              | Estonian Volleyball Federation                  |                                                          |
| 19  | Islas Feroe          | Flogbóltssamband Føroya                         |                                                          |
| 20  | Finlandia            | Suomen Lentopalloliitto                         |                                                          |
| 21  | Francia              | Fédération Française de Volley-Ball             | Archivado el 11 de noviembre de 2011 en Wayback Machine. |
| 22  | Gales                | Welsh Volleyball Association                    |                                                          |
| 23  | Georgia              | Georgian Volleyball Federation                  |                                                          |
| 24  | Gibraltar            | Gibraltar Volleyball Association                |                                                          |
| 25  | Grecia               | Hellenic Volleyball Federation                  |                                                          |
| 26  | Groenlandia          | Grønlands Volleyball Forbund                    |                                                          |
| 27  | Hungría              | Magyar Röplabda Szövetség                       |                                                          |
| 28  | Inglaterra           | English Volleyball Association                  |                                                          |
| 29  | Islandia             | Blaksamband Íslands                             |                                                          |
| 30  | Irlanda              | Volleyball Association of Ireland               |                                                          |
| 31  | Irlanda del Norte    | Northern Ireland Volleyball Association         |                                                          |
| 32  | Israel               | Israel Volleyball Association                   |                                                          |
| 33  | Italia               | Federazione Italiana Pallavolo                  |                                                          |
| 34  | Letonia              | Latvijas Volejbola Federācija                   |                                                          |
| 35  | Liechtenstein        | Liechtensteiner Volleyball-Verband              |                                                          |
| 36  | Lituania             | Lietuvos tinklinio federacija                   |                                                          |
| 37  | Luxemburgo           | Fédération Luxembourgeoise de Volley-Ball       | Archivado el 24 de enero de 2016 en Wayback Machine.     |
| 38  | Macedonia del Norte  | Volleyball Federation of Macedonia              |                                                          |
| 39  | Malta                | Malta Volleyball Association                    |                                                          |
| 40  | Moldavia             | Volleyball Federation of Moldavia               |                                                          |
| 41  | Mónaco               | Fédération Monégasque de Volleyball             |                                                          |
| 42  | Montenegro           | Montenegro Volleyball Federation                |                                                          |
| 43  | Noruega              | Norges Volleyballforbund                        |                                                          |
| 44  | Países Bajos         | Nederlandse Volleybal Bond                      |                                                          |
| 45  | Polonia              | Polski Związek Piłki Siatkowej                  |                                                          |
| 46  | Portugal             | Federação Portuguesa de Voleibol                |                                                          |
| 47  | República Checa      | Český volejbalový svaz                          |                                                          |
| 48  | Rumania              | Federaţia Română de Volei                       |                                                          |
| 49  | Rusia                | Volleyball Federation of Russia                 |                                                          |
| 50  | San Marino           | Federazione Sammarinese Pallavolo               |                                                          |
| 51  | Serbia               | Serbian Volleyball Federation                   |                                                          |
| 52  | Suecia               | Svenska Volleybollförbundet                     |                                                          |
| 53  | Suiza                | Swiss Volley                                    |                                                          |
| 54  | Turquía              | Turkish Volleyball Federation                   |                                                          |
| 55  | Ucrania              | Ukrainian Volleyball Federation                 |                                                          |
| 56  | Kosovo               | Kosovo Federata e Volejbollit e Kosovës         |                                                          |